# Sovre
Sovre je priimek več znanih Slovencev:
- Anton Sovre (1895—1963), klasični filolog in prevajalec, univ. profesor, akademik
- Claudia Sovre, baletna plesalka, pedagoginja; koreografinja
- Dimitrij Sovre (1926—1996), jezikoslovec
- Savo Sovre (1928—2008), slikar, grafik in ilustrator